# Edmund Joseph Fernando
Edmund Joseph Fernando OMI (* 25. März 1921 in Pitipana; † 16. Juli 2004) war Bischof von Badulla.

## Leben
Edmund Joseph Fernando trat der Ordensgemeinschaft der Oblaten (OMI) bei und der Erzbischof von Colombo in Ceylon, Thomas Benjamin Cooray OMI, weihte ihn am 6. August 1949 zum Priester.
Paul VI. ernannte ihn am 9. April 1968 zum Weihbischof  in Colombo in Ceylon und Titularbischof von Igilgili. Der Erzbischof von Colombo in Ceylon, Thomas Benjamin Kardinal Cooray OMI, weihte ihn am 17. Juli desselben Jahres zum Bischof; Mitkonsekratoren waren Anthony de Saram, Bischof von Galle, und Jacob Bastiampillai Deogupillai, Weihbischof in Trincomalee-Batticaloa.
Der Papst ernannte ihn am 5. Dezember 1983 zum Bischof von Badulla. Am 3. März 1997 nahm Johannes Paul II. seinen altersbedingten Rücktritt an.